# Бад-Бібра
Бад-Бібра (нім. Bad Bibra) — місто в Німеччині, розташоване в землі Саксонія-Ангальт. Входить до складу району Бургенланд. Складова частина об'єднання громад Ан-дер-Фінне.
Площа — 49,76 км2. Населення становить 2644 ос. (станом на 31 грудня 2021).

## Галерея

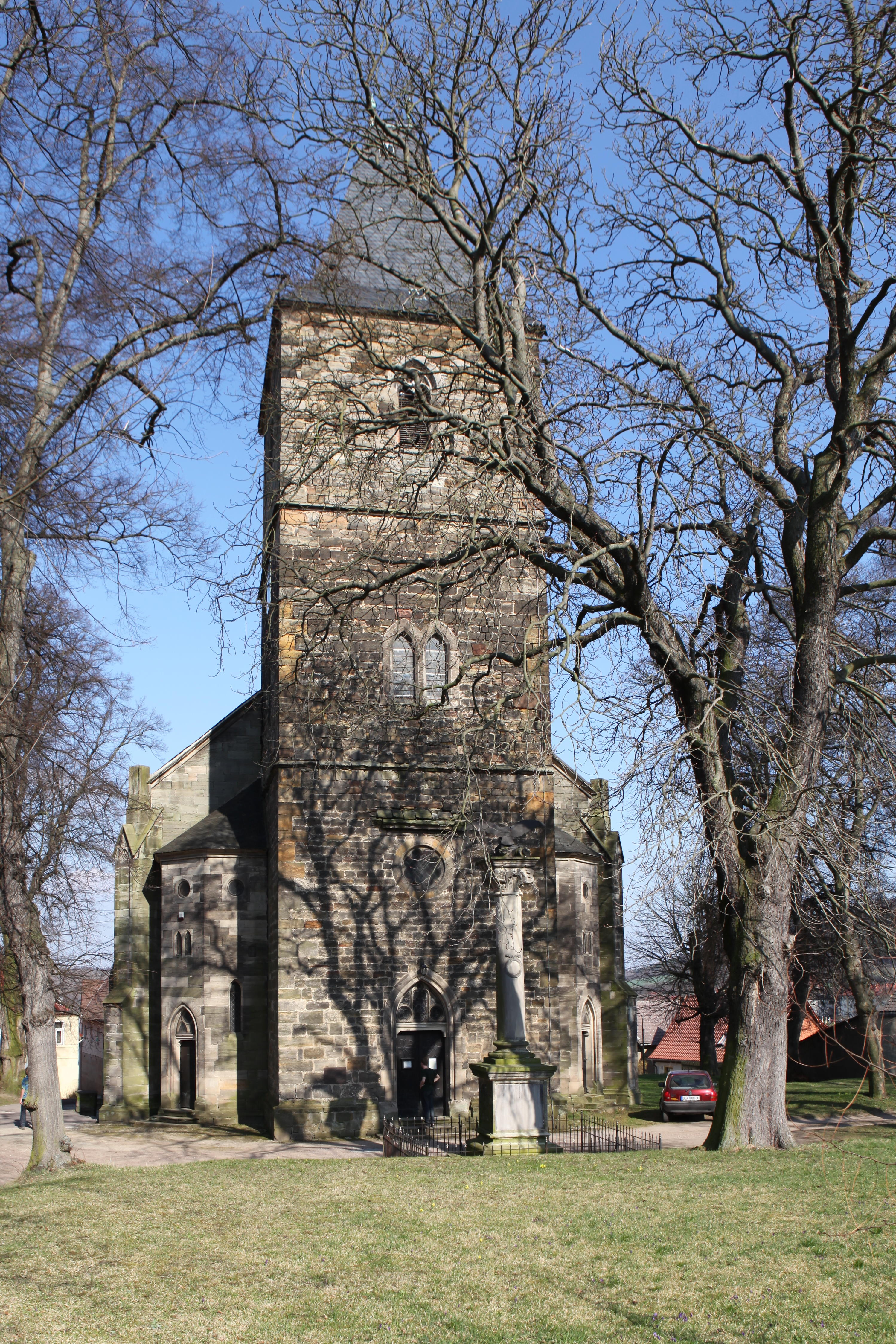
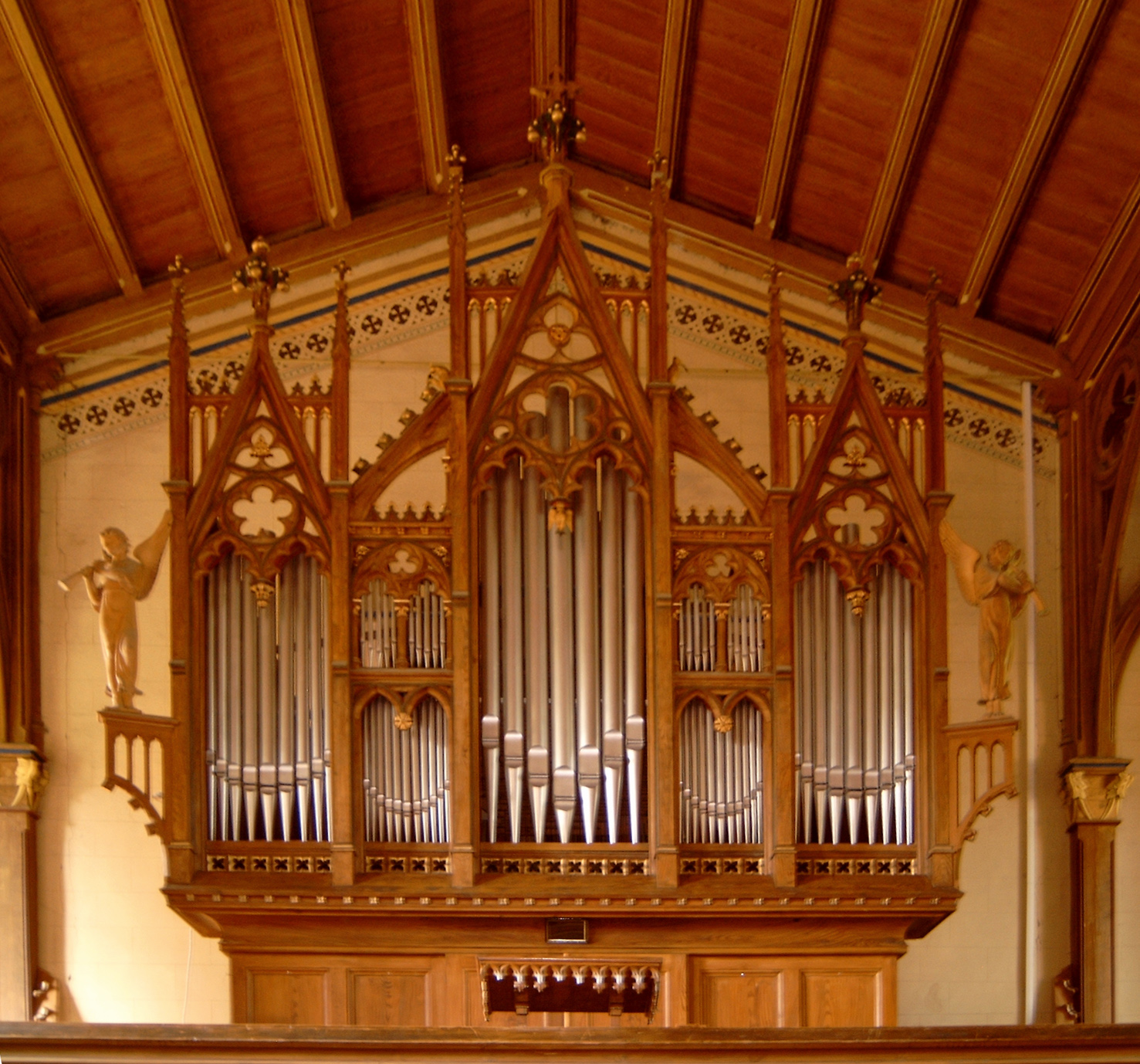